# チャーチル川 (大西洋)

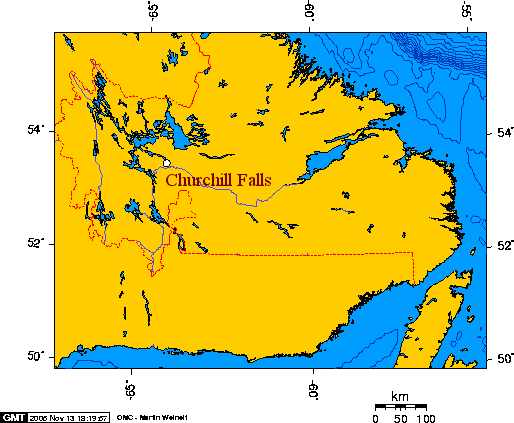
チャーチル川地図

チャーチル川（チャーチルがわ、Churchill River、フランス語：fleuve Churchill）は、カナダの大西洋側、ラブラドール地方（ニューファンドランド・ラブラドール州）を流れる河川である。長さ856km、流域面積は79,800km2ある。

## 流路
ラブラドル半島中央部のスモールウッド貯水湖（w:Smallwood Reservoir）からメルビル湖、ハミルトン湾を通じて大西洋へと注ぐ。

## 名称の由来
川の名はもともと先住民インヌの言葉で「大きな川」を意味する「ミシュタシプ（Mishtashipu）」であった。1839年、ジョン・マクリーンは1818年から1825年までニューファンドランド総督を務めたサー・チャールズ・ハミルトンにちなみハミルトン川と改名した。その後、第二次世界大戦を指揮したイギリス首相ウィンストン・チャーチルにちなみ1965年2月1日に現在の名前に変更された。

## 開発
チャーチル・フォールズでは、ラブラドル半島の高原地帯に人工湖を作って水力発電を行う計画が1940年代から企図された。当初は辺鄙な場所で工費も高く送電が困難との理由で疑問視された。しかし送電線技術の改良で長距離の送電が可能になったことから、ケベック州などへの送電を目的として1967年に人工湖建設が始められた。これは単一のダムによるものではなく、64kmに渡って88の堤防を建設し、広さ6,527平方kmの湖を作る工事であり、1974年までかけてすすめられた。スモールウッド湖からチャーチル・フォールズ発電所へ水が送られ、その発電量は 5,428 MW に達する。またチャーチル川水系での他の発電計画で、総発電量は 9,200 MW となる予定である。
チャーチル・フォールズ開発はニューファンドランド・ラブラドール州とケベック州とのあつれきの原因となっている。ニューファンドランド・ラブラドール州側は、資金調達の大半や北米電力網への送電を行ったハイドロ・ケベック電力公社が、発電所がラブラドールにあるにもかかわらず、開発から出る利益を不当に多く取っていると非難してきた。ハイドロ・ケベックは、チャーチル・フォールズの発電量の一定割合を、1969年に取り決めた割合で買い上げている。